# ويليام سكوت (لاعب كريكت بريطاني)
ويليام سكوت (4 أبريل 1864 - 18 يوليو 1920) (بالإنجليزية: William Scott)‏ هو لاعب كريكت بريطاني.